# مهدی تدینی
مهدی تدیّنی (زادهٔ ۱۳۵۹ در تهران) نویسنده، پژوهشگر و مترجم ایرانی است. عمدهٔ آثار او در زمینهٔ تاریخ سیاسی، ایدولوژی پژوهی، لیبرالیسم و نقد فاشیسم است. تدینی نخستین کسی است که کتاب‌های ارنست  نولته را به فارسی ترجمه کرده و جلسات بسیاری را به تشریح نظرات نولته دربارهٔ چیستی و ماهیت بنیادین فاشیسم اختصاص داده است. تدینی همچنین نخستین مترجم آثار لودویگ فون میزس و شارح اندیشه‌های او و دیگر متفکران مکتب اتریش به زبان فارسی است.

## عقاید سیاسی
تدینی از منتقدان و مخالفان جدی عقاید اقتصادی و ایدئولوژیک روشنفکران چپ و توده‌ای، خصوصاً روشنفکران چپ‌گرای ایرانی است. تدینی با استناد به آرای ارنست نولته و دیگر پژوهشگران، به‌همسانی‌های نظری و تئوریک خاستگاه نازیسم و فاشیسم با جریان‌های چپ‌گرا پرداخته و نقشی عمده در شرح و بررسی آرای نولته دربارهٔ ماهیت و چیستی جریان‌های فاشیستی و تبیین بهتر گسترهٔ معنایی و کارکردی مفاهیم مذکور در میان جامعهٔ ایرانی ایفا نموده است. او جلسات متعددی را به شرح و بررسی نظرات ارنست نولته دربارهٔ اسلام‌گرایی اختصاص داده است. تدینی معتقد به بازار آزاد، عدم مداخلهٔ گسترده دولت در بازار و مبانی اقتصادی اقتصاددانان و مورخانی نظیر لودویگ فون میزس است که مجموعهٔ اندیشه‌ها و چهارچوب‌های نظری ایشان به نام مکتب اتریش نیز شناخته می‌شود. او همچنین سلسله نشست‌هایی در نقد فاشیسم و توضیح و تشریح مبانی اندیشه‌های لیبرال، به ویژه آرای لودویگ فون میزس برگزار کرده است و در برخی نشست‌ها با پژوهشگرانی نظیر مرتضی مردیها و محمد فاضلی به تبادل نظر پرداخته است. علاوه‌بر این تدینی شارح آرای لودویگ فون میزس در قالب درسگفتاری بیست و دو جلسه‌ای دربارهٔ چیستی و ماهیت لیبرالیسم به زبان فارسی است.

### دولت حداقلی
تدینی از معتقدین به لزوم وجود دولت حداقلی است و این را از مدعیات اصلی لیبرالیسم به حساب می‌آورد. او در یادداشتی مفصل در کانال تلگرامی خود به طرح بحثی مقدماتی با عنوان کلی «شکل حکومت زیاد مهم نیست، اندازه آن مهم است» پرداخت و با بهره‌گرفتن از مثال‌هایی تاریخی از رخدادهای جنگ جهانی اول تا برآمدن هیتلر در آلمان، ایده خود که متأثر از نگاه‌های لیبرال است را تشریح نمود.

### فاشیسم و نازیسم
تدینی معتقد است که درک نادرست از مفهوم علمی و بنیادین فاشیسم و نازیسم در جامعه ایرانی ناشی از سوءتفاهمی است که این واژه‌ها را از معنای علمی خود جدا کرده و به برچسبی سیاسی برای تخریب مخالفان تبدیل کرده است. او ابراز می‌دارد که به عقیدهٔ ارنست نولته، فاشیسم را می‌بایست واکنشی در مقابل جریان‌های چپ‌گرا دانست که درون خود جریان‌های  سوسیالیستی متولد شده است.

## ترجمه‌ها
از هانا آرنت
- عناصر و خاستگاه‌های حاکمیتِ توتالیتر
  - یهودی‌ستیزی، انتشارات کتاب پارسه، ۳۹۸ صفحه، ۱۴۰۲.
  - امپریالیسم، انتشارات کتاب پارسه، ۴۳۹ صفحه، ۱۴۰۲.
  - توتالیتاریسم، انتشارات کتاب پارسه، ۴۹۴ صفحه، ۱۴۰۲.

از لودویگ فون میزس
- لیبرالیسم، انتشارات کتاب پارسه، ۲۹۶ صفحه، ۱۴۰۱.
- بوروکراسی، انتشارات کتاب پارسه، ۲۰۸ صفحه، ۱۴۰۲.
- تاریخ‌نگار زوال؛ خاطرات لودویگ فون میزس، انتشارات کتاب پارسه، ۲۶۴ صفحه، ۱۴۰۳.
- بازار آزاد و دشمنان آن؛ شبه علم سوسیالیسم و تورم، انتشارات کتاب پارسه، ۲۱۶ صفحه، ۱۴۰۳.

از ارنست نولته
- جنبش‌های فاشیستی: بحران نظام لیبرالی و تکامل فاشیسم، نشر ققنوس، ۴۹۶ صفحه، ۱۴۰۲ (ششم).
- قرن بیستم: ایدئولوژی‌های خشونت، نشر ققنوس، ۲۰۷ صفحه، ۱۴۰۲ (پنجم).
- اسلام‌گرایی: سومین جنبش مقاومت رادیکال، نشر ثالث، ۴۷۶ صفحه، ۱۳۹۹.

دیگر
- ارنست نولته؛ سیمای یک تاریخ اندیش، زیگفرید گرلیش، نشر ثالث، ۴۶۸ صفحه، ۱۳۹۶.
- نظریه‌های فاشیسم، ولفگانگ ویپرمن، نشر ثالث، ۲۷۰ صفحه، ۱۳۹۹ (سوم).
- فاشیسم و کاپیتالیسم: نظریه‌هایی دربارهٔ خاستگاه و کارکرد اجتماعی فاشیسم، نشر ثالث، ۳۲۳ صفحه، ۱۴۰۰ (چهارم).
- آشویتس یکتا؟، ماتیاس برودکرب، نشر کویر، ۲۴۸ صفحه، ۱۴۰۰ (سوم).
- هولوکاست؛ (پیگرد و کشتار یهودیان: تاریخ آلمان در قرن بیستم)، الکساندر براکل، نشر ثالث، ۲۵۴ صفحه، ۱۴۰۰ (هفتم).
- بلشویسم از موسی تا لنین، دیتریش اکارت، انتشارات کتاب پارسه، ۴۰۸ صفحه، ۱۴۰۱.
- جنگ جهانی اول، زونکه نایتسل، انتشارات کتاب پارسه، ۲۹۶ صفحه، ۱۴۰۲.
- گفتگو با موسولینی، امیل لودویگ، انتشارات کتاب پارسه، ۲۴۰ صفحه، ۱۴۰۳.
- دموکراسی بدون دموکرات ها؟؛ سیاست داخلی جمهوری وایمار، هندریک تِس، انتشارات کتاب پارسه، ۳۶۸ صفحه، ۱۴۰۳.